# Collegium Medicum Uniwersytetu Mikołaja Kopernika

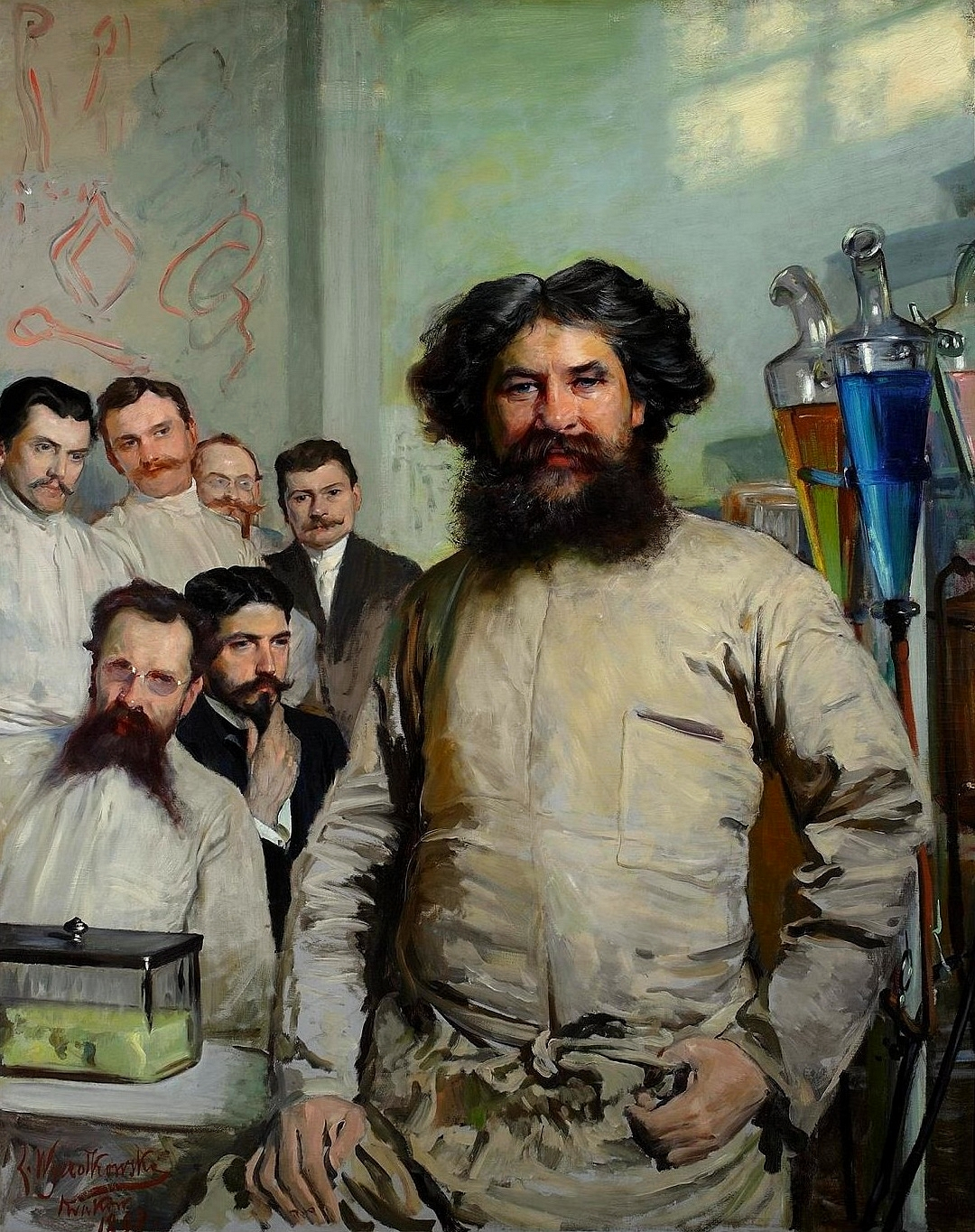
Ludwik Rydygier – patron Akademii Medycznej w Bydgoszczy, od 2004 Collegium Medicum UMK; urodzony w Dusocinie k. Grudziądza; lekarz, światowej sławy chirurg i profesor medycyny, rektor Uniwersytetu Lwowskiego.

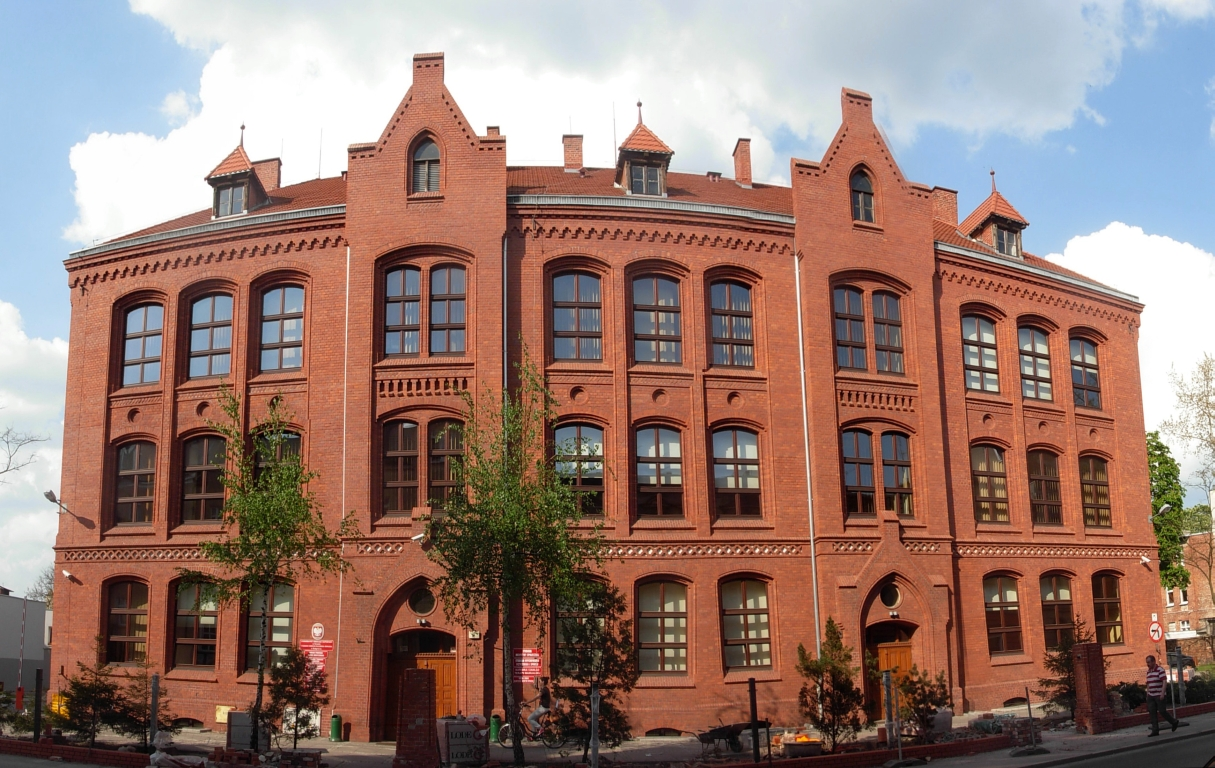
Budynek ul. Świętojańska 20 należący do uczelni od 2004

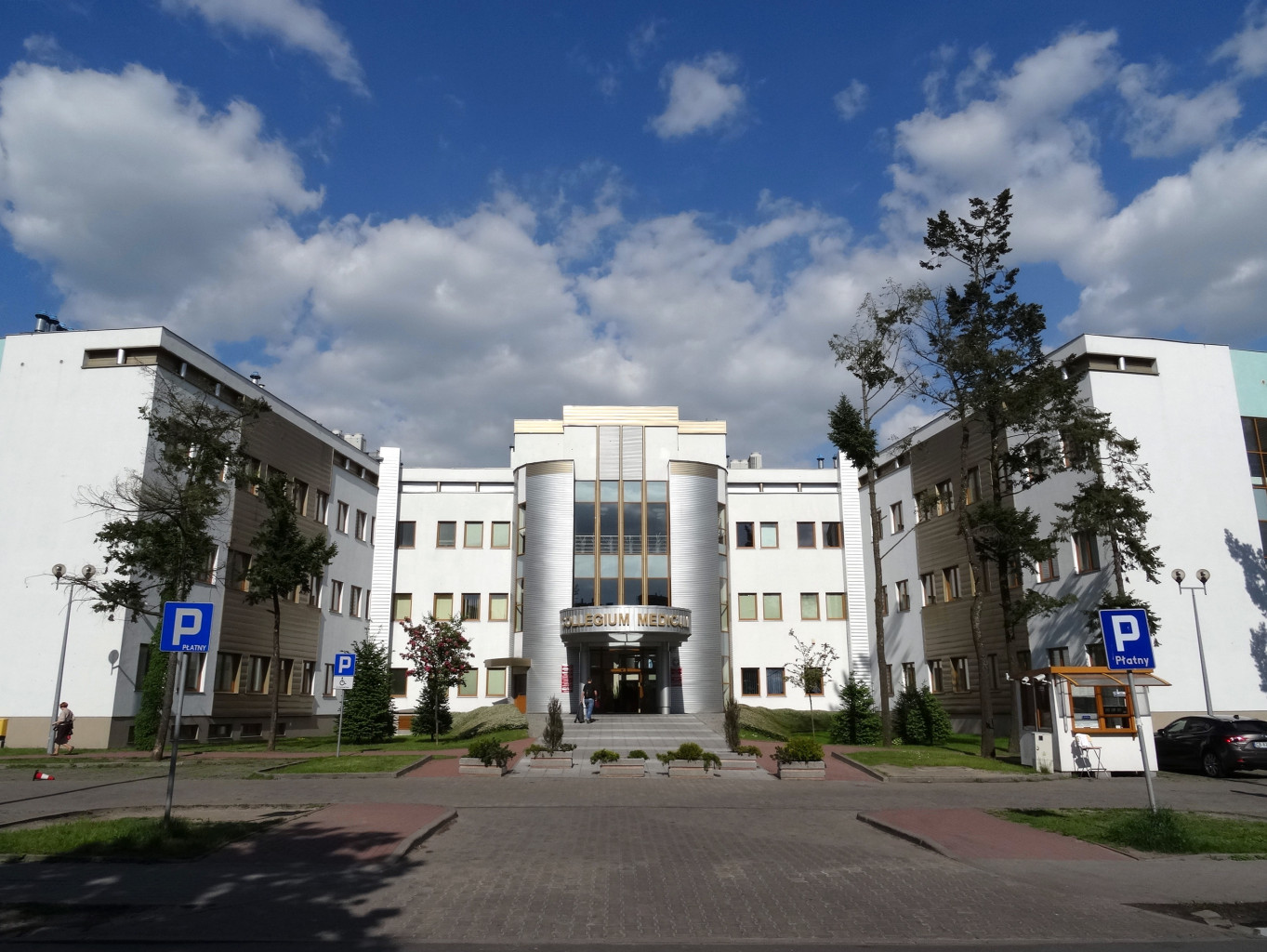
Wzniesiona w latach 2005–2006 siedziba Wydziału Farmaceutycznego.

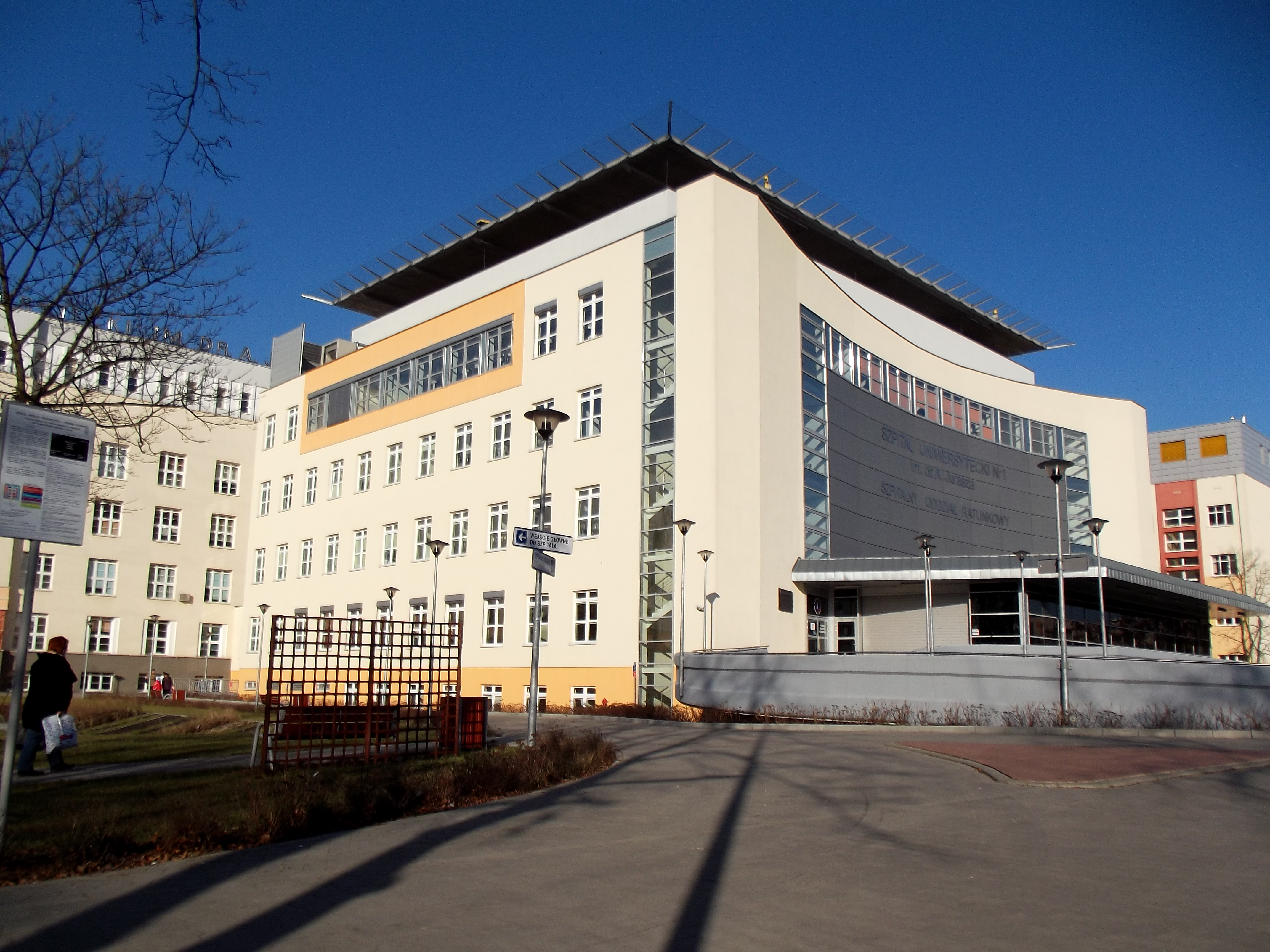
Szpital Uniwersytecki nr 1 im. Antoniego Jurasza w Bydgoszczy.

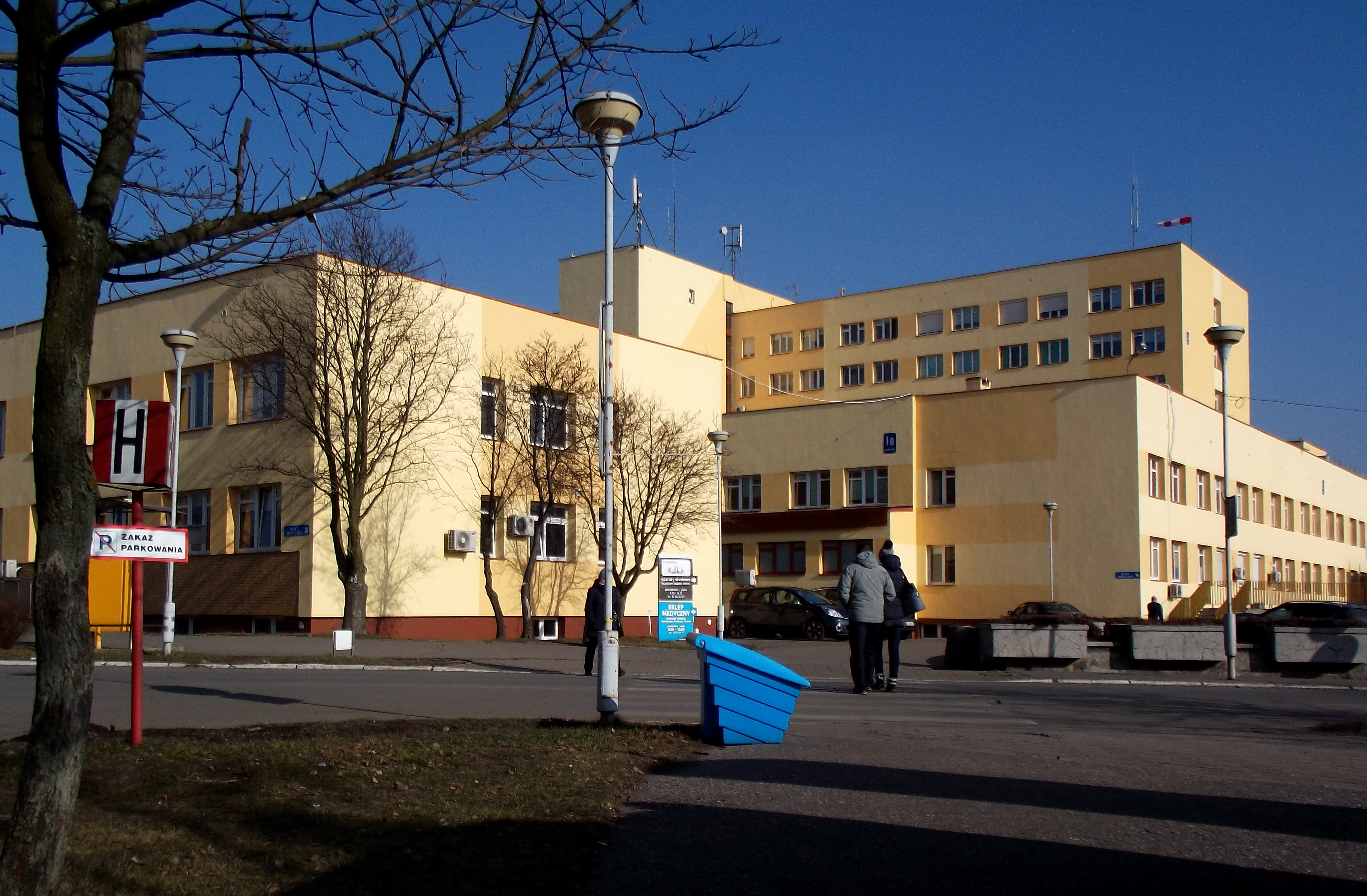
Szpital Uniwersytecki nr 2 im. Jana Biziela w Bydgoszczy.

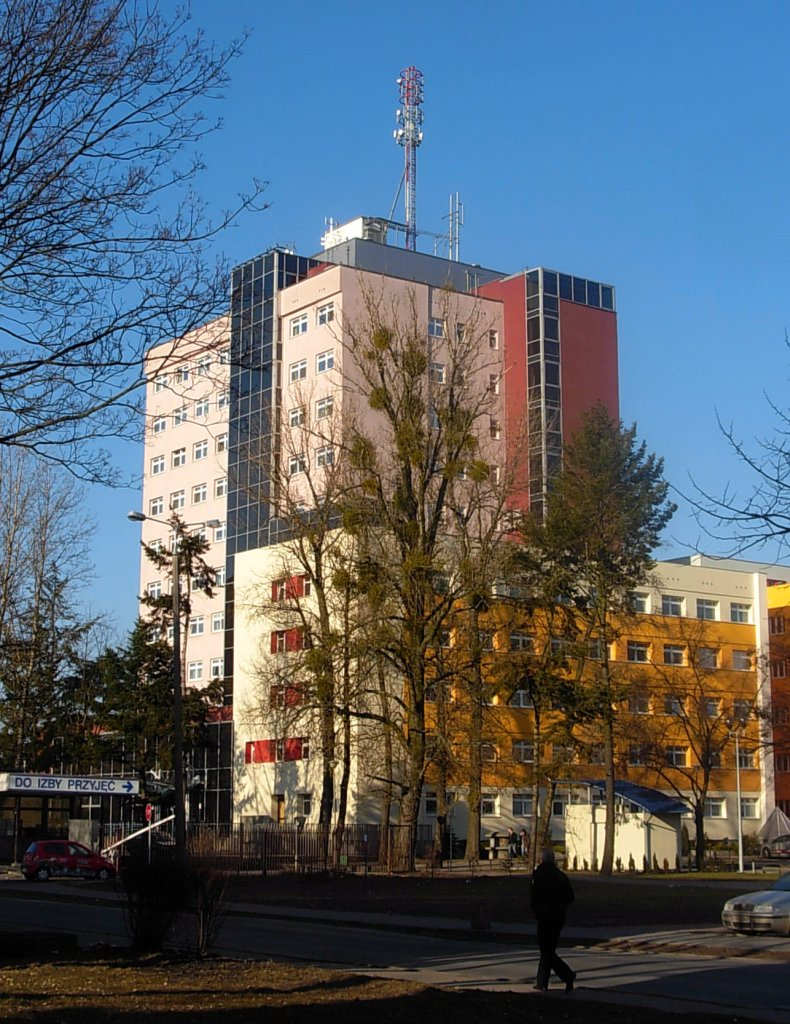
Nowa część Szpitala Uniwersyteckiego nr 1 wzniesiona w 2002 r.

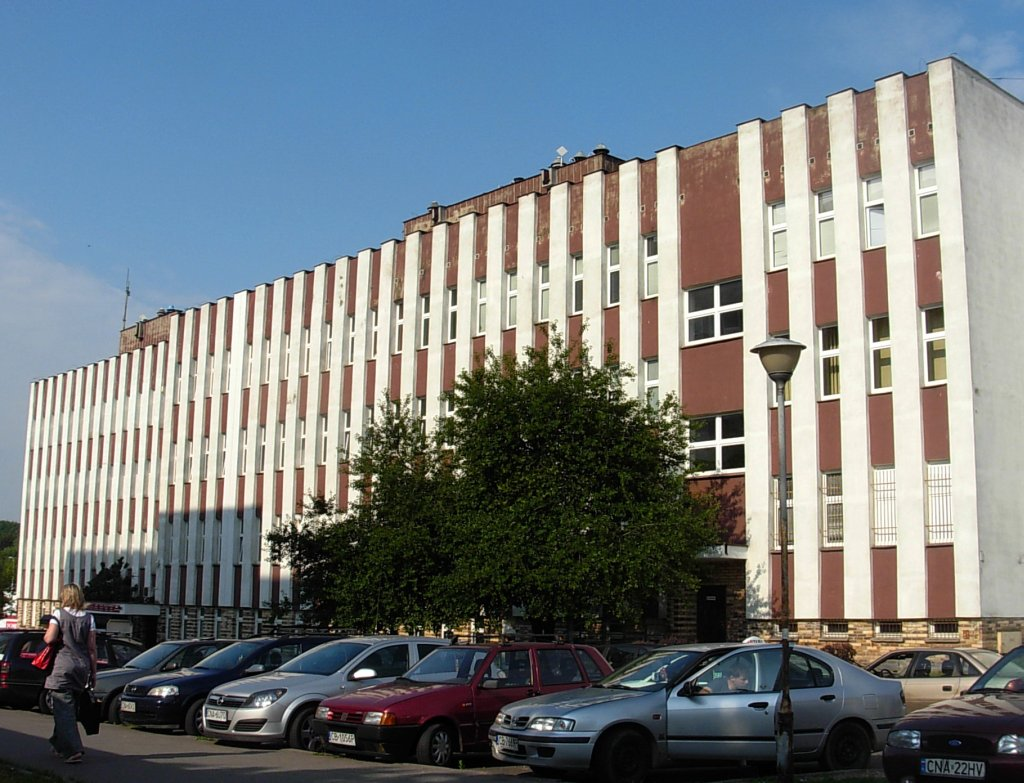
Budynek uczelniany przy ul. Karłowicza 24.

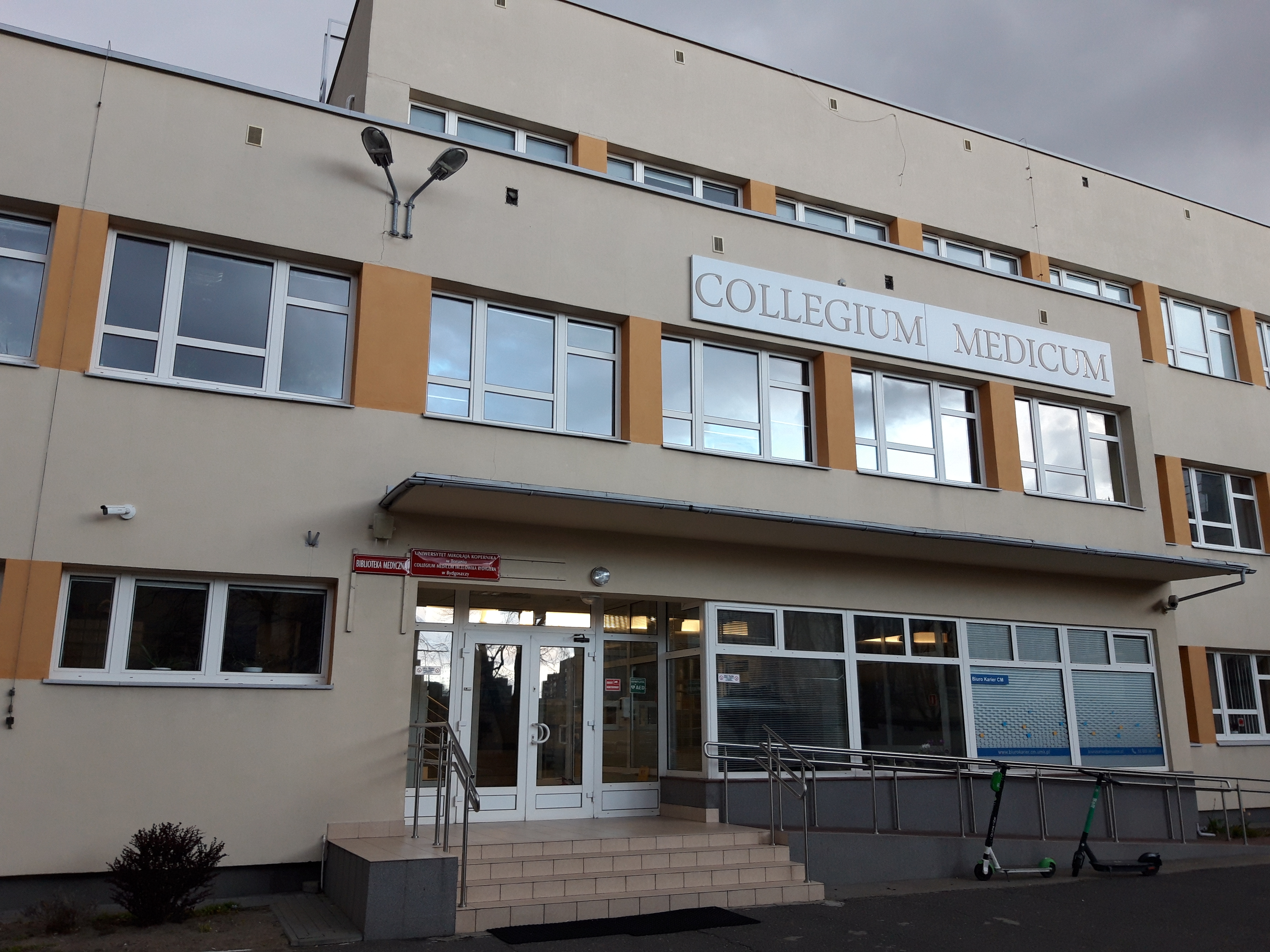
Biblioteka Medyczna przy ul. M. Skłodowskiej-Curie 9.

Collegium Medicum im. Ludwika Rydygiera w Bydgoszczy Uniwersytetu Mikołaja Kopernika w Toruniu (do 24 listopada 2004 roku Akademia Medyczna w Bydgoszczy) – część Uniwersytetu Mikołaja Kopernika w Toruniu ukierunkowana na kształcenie studentów w naukach medycznych, zlokalizowana w Bydgoszczy. Według rankingu Wprost z 2012 roku zajmuje 9. miejsce wśród uczelni medycznych w Polsce.
Według Webometrycznego Rankingu Uniwersytetów Świata ze stycznia 2015 roku, pokazującego zaangażowanie instytucji akademickich w istnieniu w sieci Web, uczelnia zajmuje 3. miejsce w Polsce wśród uczelni medycznych, a na świecie 3673. pośród wszystkich typów uczelni.
Wszystkie trzy Wydziały tworzące bydgoskie Collegium Medicum uzyskują najwyższe noty w ewaluacji działalności naukowej prowadzonej przez ministerstwo ds. nauki i szkolnictwa wyższego: za lata 2012–2017 Wydział Lekarski oraz Wydział Farmaceutyczny uzyskały prestiżową kategorię naukową A, parametryzacja za okres 2017-2021 przyniosła kategorię B+ dyscyplinom nauk farmaceutycznych, nauk medycznych i nauk o zdrowiu. 
Od roku akademickiego 2024/2025 rozpoczęto edukację na nowym kierunku lekarsko-dentystycznym. 

## Charakterystyka
Collegium Medicum UMK to wyodrębniona część Uniwersytetu Mikołaja Kopernika, zlokalizowana w Bydgoszczy, posiadająca trzy wydziały: 
- Wydział Lekarski,
- Wydział Farmaceutyczny
- Wydział Nauk o Zdrowiu.

Na ich bazie uczelnia kształci na kilkunastu kierunkach i w kilku specjalnościach w ramach tych kierunków. 

### Obiekty uczelni
Główną bazą uczelni są dwa szpitale w Bydgoszczy: 
- Szpital Uniwersytecki nr 1 im. dr. Antoniego Jurasza
- oraz Szpital Uniwersytecki nr 2 im. dr. Jana Biziela.

Ponadto jednostki organizacyjne uczelni działają też w innych placówkach w Bydgoszczy: 
- Centrum Onkologii im. prof. Franciszka Łukaszczyka,
- Hospicjum im. ks. Jerzego Popiełuszki,
- Kujawsko-Pomorskim Centrum Pulmonologii,
- Wojewódzkim Szpitalu Obserwacyjno-Zakaźnym im. Tadeusza Browicza

oraz w placówkach w Toruniu: 
- Wojewódzkim Szpitalu Zespolonym im. Ludwika Rydygiera, 
  - łączącym Szpital Wielospecjalistyczny dla Dorosłych, Wojewódzki Specjalistyczny Szpital Dziecięcy, Wojewódzki Ośrodek Lecznictwa Psychiatrycznego z II Kliniką Psychiatrii oraz Regionalne Centrum Stomatologii[9].

Dodatkowo uczelnia prowadzi działalność dydaktyczną w 10 Wojskowym Szpitalu Klinicznym z Polikliniką w Bydgoszczy. Dodatkowo uczelnia posiada liczne budynków dydaktycznych i administracyjne.

### Domy studenckie
Uczelnia posiada w Bydgoszczy trzy domy studenckie: 
- DS nr 1 w dzielnicy Fordon przy ul. Bartłomieja z Bydgoszczy 6,
- DS nr 2 w centrum miasta przy ul. Jagiellońskiej 13 (w bezpośredniej bliskości Rektoratu),
- oraz DS nr 3 przy al. Powstańców Wielkopolskich 46 (w bezpośredniej bliskości campusu SU nr 1 im. Jurasza),

a także dwa domy akademickie: 
- DA nr 1 przy al. Powstańców Wielkopolskich 44
- oraz w Fordonie DA nr 2 przy ul. Osiedlowej 3[10].

### Statystyki
W 2024 na Collegium Medicum studiowało 4 691 studentów. W 2010 roku na Collegium Medicum UMK studiowało 5,26 tys. studentów, z tego na studiach stacjonarnych 3,78 tys. W 2004 na uczelni pracowało 495 nauczycieli akademickich, w tym 85 profesorów, 148 adiunktów i 181 asystentów. W 2024 Collegium Medicum zatrudniało około 1444 pracowników (w tym około 872 nauczycieli akademickich). 
Pracownicy zatrudnieni w Collegium Medicum w Bydgoszczy stanowią liczbowo 33% potencjału całego Uniwersytetu Mikołaja Kopernika, zaś studenci – 28%. Prawie połowa studentów obcojęzycznych UMK studiuje w kampusie bydgoski (ponad 400); większość, ponad 30% wszystkich studentów-cudzoziemców UMK wybiera studia na Wydziale Lekarskim.

### Proces dydaktyczny
Proces dydaktyczny realizowany jest na studiach licencjackich (I stopnia), magisterskich uzupełniających (II stopnia), jednolitych magisterskich oraz doktoranckich (III stopnia, w Szkole Doktorskiej Nauk Medycznych i Nauk o Zdrowiu – Wydział Lekarski, Wydział Nauk o Zdrowiu). Prowadzi się również studia podyplomowe. 
Jako uczelnia medyczna prowadzi także kształcenie podyplomowe (specjalizacyjne) profesjonalistów w zawodach medycznych: lekarzy, farmaceutów, pielęgniarek i położnych, diagnostów laboratoryjnych, specjalistów ochrony zdrowia oraz psychologów. Oddział Zaburzeń Lękowych i Afektywnych z Katedry i Kliniki Psychiatrii prowadzi akredytowane przez Polskie Towarzystwo Psychiatryczne szkolenie psychoterapeutyczne. Wydział Nauk i Zdrowiu prowadzi także kursy dokształcające w zakresie technik radiologicznych oraz fizjoterapeutycznych.
Obok działalności dydaktyczno-wychowawczej i naukowo-badawczej, uczelnia prowadzi wysoko specjalistyczną działalność leczniczą dla całego regionu kujawsko-pomorskiego.
W 2010 wydziały uczelni posiadały pięć uprawnień nadawania stopnia naukowego doktora (nauki medyczne, biologia medyczna, pielęgniarstwo, zdrowie publiczne, fizjoterapia) oraz dwa uprawnienia do nadawania stopnia doktora habilitowanego (nauki medyczne, biologia medyczna). Po wprowadzeniu w 2018 roku nowej klasyfikacji dziedzin nauki i dyscyplin naukowych i artystycznych, w wyniku przeprowadzonej ewaluacji działalności naukowej CM UMK zyskała uprawnienia do doktoryzowania i habilitowania w dziedzinie nauk medycznych i nauk o zdrowiu w trzech dyscyplinach: nauk medycznych, nauk o zdrowiu oraz nauk farmaceutycznych. Poziom naukowy Uniwersytetu zapewnia status uczelni badawczej, który UMK otrzymał jako jedna z 10 polskich uczelni w konkursie Ministerstwa Nauki i Szkolnictwa Wyższego „Inicjatywa Doskonałości – Uczelnia Badawcza”, rozstrzygniętym 30 października 2019 roku.
Collegium Medicum bierze udział w wielu międzynarodowych programach naukowych i dydaktycznych; jest także organizatorem krajowych i międzynarodowych konferencji naukowych. Pracownicy Collegium Medicum utrzymują kontakty naukowe z ośrodkami w Niemczech (Wuppertal, Berlin, Kilonia, Paderborn), Szwajcarii (Aarau), Holandii (Amsterdam), Francji (Paryż), Szwecji (Lund), Norwegii (Sandvik), Belgii (Antwerpia, Liège) i USA (Houston).

### Inicjatywy uczelniane
Collegium Medicum prowadzi również inicjatywy ukierunkowane na lokalną społeczność, czego przykładem jest m.in. Festiwal Nauki „Medicalia” organizowany corocznie w listopadzie w Bydgoszczy albo comiesięczny cykl wykładów popularnonaukowych „Medyczna Środa”. Jako uczelnia bydgosko-toruńska jesteśmy współorganizatorem Bydgoskiego Festiwalu Nauki oraz Toruńskiego Festiwalu Nauki.
W 1991 uczelnia została wpisana do rejestru członków Światowej Organizacji Zdrowia (WHO).
Uczelnia dotychczas przystąpiła do następujących programów:
- Erasmus+ (staże zagraniczne kadry dydaktycznej, studentów i pracowników administracji Collegium Medicum UMK m.in. na terenie Hiszpanii, Portugalii, Francji, Turcji, Finlandii, Szwecji, Norwegii, Rumunii, Bułgarii, Słowacji, Czech, Słowenii, Włoch, Niemiec, Macedonii Północnej),
- projekt „Better treatments for breathlessness in palliative and end of life care (Better-B)” w ramach programu Horizon2020,
- projekt „Strategic Innovative Educational Network for Healthy Ageing” w ramach KA203 „Strategic Partnerships for higher education”[13].

## Historia

### Zakład Doskonalenia Lekarzy
Rodowód Akademii Medycznej w Bydgoszczy – obecnego Collegium Medicum UMK sięga roku 1951, kiedy powołano w Bydgoszczy pierwszy w Polsce Zakład Doskonalenia Lekarzy dla potrzeb całego kraju, mieszczący się w Szpitalu im. dr Antoniego Jurasza. Gdy w 1953 r. utworzono w Warszawie Instytut Doskonalenia i Specjalizacji Kadr Lekarskich – w Bydgoszczy powołano dziewięć jego zakładów klinicznych i diagnostycznych, zlokalizowanych w bydgoskich szpitalach wojewódzkich. W latach 1953–1957 bydgoskim oddziałem Instytutu kierował prof. Jan Szymański, a od 1957 prof. Jan Małecki.
W 1959 Instytut przekształcono w Studium Doskonalenia Lekarzy i włączono do Akademii Medycznej w Warszawie. W Bydgoszczy powołano wówczas II Klinikę Otolaryngologii, a prowadzenie kształcenia podyplomowego lekarzy w pozostałych dyscyplinach medycznych powierzono ordynatorom oddziałów szpitali. W roku 1960 na sesji Wojewódzkiej Rady Narodowej w Bydgoszczy z udziałem przedstawicieli UMK i ministra szkolnictwa wyższego podjęto uchwałę, aby w oparciu o istniejący Oddział Studium Doskonalenia Lekarzy utworzyć w Bydgoszczy Akademię Medyczną. W 1962 uchwałą WRN dla przyszłej uczelni przeznaczono budynki przy ul. Chodkiewicza (obecną siedzibę UKW) oraz niektóre budynki będące wówczas w gestii Wyższej Szkoły Inżynierskiej i Instytutów Rolniczych. W latach 60. nie doszło jednak do powstania uczelni, wobec przeszkody, jaką była zbyt mała liczba samodzielnych pracowników naukowych. Stało się to bodźcem dla środowiska i do 1970 pięciu bydgoskich lekarzy i jeden farmaceuta uzyskało stopnie doktora habilitowanego, a przeszło dwudziestu doktora medycyny. W ten sposób powstała kadra, mogąca stać się zalążkiem uczelni medycznej.

### Zespół Nauczania Klinicznego
W 1971 utworzono w Bydgoszczy Zespół Nauczania Klinicznego Wydziału Lekarskiego Akademii Medycznej w Gdańsku, szkoląc rotacyjnie studentów V roku. Równocześnie w 1972 zorganizowano Studium Farmaceutyczne Centrum Medycznego Kształcenia Podyplomowego w Warszawie, które prowadziło szkolenie farmaceutów z całego kraju. Jego pierwszym kierownikiem został doc. Jan Kubalski. W roku 1974 wprowadzono studia stacjonarne dla V roku oraz wybudowano Dom Nauki, w którym zlokalizowano dom studencki oraz mieszkania dla nauczycieli akademickich.
1 września 1975 roku powołano Filię Akademii Medycznej w Gdańsku z siedzibą w Bydgoszczy z zamiejscowym Oddziałem Wydziału Lekarskiego, rozszerzając proces dydaktyczny również na IV rok. Kierownikiem Filii i Oddziału został doc. dr hab. Jan Domaniewski. Utworzono 19 klinik i zakładów. W 1977 oddano do użytku budynek dla Zakładu Patomorfologii i Medycyny Sądowej. W roku 1979 w Bydgoszczy powołano Zamiejscowy II Wydział Lekarski Akademii Medycznej w Gdańsku, którego dziekanem został prof. dr hab. Jan Domaniewski. W Ministerstwie Zdrowia zapadła decyzja o wprowadzeniu pod patronatem i przy pomocy finansowej Światowej Organizacji Zdrowia eksperymentalnego, zintegrowanego od pierwszego roku studiów, nauczania medycyny w Bydgoszczy na wzór holenderski. Władze wojewódzkie w 1980 podjęły decyzję o przekazaniu uczelni budynku, w którym miało zostać zlokalizowanych sześć zakładów teoretycznych. Rekrutacja docentów na kierowników tych zakładów w 1981 nie doszła jednak do skutku z uwagi na wydarzenia społeczno-polityczne. W latach 1982–1983 przystąpiono do energicznych działań na rzecz powołania samodzielnej uczelni.

### Akademia Medyczna w Bydgoszczy
W 1984 na bazie Zamiejscowego Wydziału Lekarskiego gdańskiej AM utworzono w Bydgoszczy Akademię Medyczną (Dz. U. 36, poz. 191 z dnia 23 lipca 1984 r.). Pierwszym rektorem został prof. dr hab. Jan Domaniewski, a prorektorami mianowanymi zostali: prof. dr hab. Bogdan Romański, doc. dr hab. Zygmunt Mackiewicz i doc dr hab. Stanisław Betlejewski. Dziekanem Wydziału Lekarskiego została prof. dr hab. Anna Balcar-Boroń. Uroczysta inauguracja roku akademickiego 1984/1985 była jednocześnie pierwszą w kraju centralną inauguracją wszystkich akademii medycznych.
Również w roku 1984 decyzją ministra zdrowia powołano Wydział Farmacji, ponieważ Centrum Medyczne Kształcenia Podyplomowego w Warszawie, pomimo prowadzenia długich negocjacji, ostatecznie odmówiło przyłączenia do Akademii swego Studium Farmacji zlokalizowanego w Bydgoszczy. Na Wydziale Lekarskim było wówczas 15 klinik i 13 zakładów. Kadrę Akademii stanowiło 189 nauczycieli akademickich, w tym 6 profesorów i 12 docentów. W 1985 Akademia Medyczna przejęła Szpital Wojewódzki w Bydgoszczy (dziś im. dr. Biziela) przekształcając go w szpital kliniczny. W tym roku zakończono budowę zakładów teoretycznych prowadzących dydaktykę na pierwszych dwóch latach studiów oraz kontynuowano rozbudowę szpitala klinicznego im. dr A. Jurasza. Pozyskano również dom akademicki dla studentów i mieszkania dla kadry.
W 1986 uczelnia uzyskała uprawnienia do nadawania stopnia doktora nauk medycznych w zakresie medycyny, a w 1987 w zakresie biologii medycznej oraz doktora habilitowanego nauk medycznych w zakresie medycyny i biologii medycznej. Miało to istotne znaczenie dla dalszego rozwoju kadr naukowych uczelni. W 1987 roku rozpoczął działalność Wydział Farmaceutyczny z kierunkiem analityka medyczna a rok później, zorganizowano przy uczelni Oddział Terenowy Centrum Medycznego Kształcenia Podyplomowego.
31 stycznia 1989 roku Sejm nadał Akademii Medycznej w Bydgoszczy imię Ludwika Rydygiera. Uczelnia otrzymała również Szpital Kliniczny im. dr Antoniego Jurasza, gdzie uruchomiono kolejne kliniki i zakłady; powołano również Katedrę i Klinikę Chirurgii w Toruniu. W 1990 AM pozyskała budynek przy ul. Jagiellońskiej (po byłym Komitecie Wojewódzkim PZPR), w którym zlokalizowano rektorat, dziekanaty Wydziałów: Lekarskiego i Farmaceutycznego, administrację uczelni oraz sale wykładowe, stołówkę i dodatkowy dom studencki. W 1992 zorganizowano w Szpitalu Uzdrowiskowym w Ciechocinku Katedrę i Klinikę Balneologii i Chorób Przemiany Materii oraz Zakład Balneotechniki.
W 1994 Akademia Medyczna w Bydgoszczy posiadała 445 nauczycieli akademickich, w tym: 48 profesorów, docentów i doktorów habilitowanych. Kształcono studentów na dwóch wydziałach z dwoma kierunkami. W 1996 r. przeniesiono Katedrę i Klinikę Psychiatrii do samodzielnego obiektu przy ul. Kurpińskiego oraz utworzono Międzyuczelniane Centrum Fizyki Medycznej. W 1998 rozpoczęto rekrutację na nowo powołanym Wydziale Pielęgniarskim. Oddano do użytku Zespół Poradni Przyklinicznych, nowy budynek Kliniki Rehabilitacji oraz nowoczesny obiekt dydaktyczno-diagnostyczny na terenie Szpitala Klinicznego. W 1999 roku na Wydziale Lekarskim uruchomiono studia doktoranckie, a we Włocławku utworzono zamiejscowy ośrodek dydaktyczny Wydziału Pielęgniarskiego. W 2000 Wydział Pielęgniarski przekształcono w Wydział Pielęgniarstwa i Nauk o Zdrowiu, wprowadzając nowy kierunek zdrowie publiczne z trzema specjalnościami: medycyna ratunkowa (pierwszy w kraju), dietetyka oraz organizacja i zarządzanie w ochronie zdrowia. Utworzono Międzyuczelniane Podyplomowe Studium Organizacji i Zarządzania w Ochronie Zdrowia wspólnie z Wyższą Szkołą Zarządzania i Finansów w Bydgoszczy.
Z kolei w 2001 na Wydziale Lekarskim wprowadzono biotechnologię (druga uczelnia w kraju), a biomedycynę informatyczną jako specjalność na kierunku analityka medyczna na Wydziale Farmaceutycznym. Baza dydaktyczna została powiększona o dwa kolejne, nowocześnie zaadaptowane budynki. Utworzono także wiele nowych klinik w Bydgoszczy i kolejną w Toruniu. W ocenie Ministerstwa Zdrowia AM w Bydgoszczy uzyskała w 2001 najwyższą ocenę dynamiki rozwoju ze wszystkich akademii medycznych w kraju. W 2002 na Wydziale Farmaceutycznym uruchomiono kierunek farmacja, zaś baza Szpitala Klinicznego znacząco się poszerzyła przez oddanie do użytku 10-piętrowego budynku łóżkowego. Na poszczególnych kondygnacjach rozmieszczono m.in. Klinikę Pediatrii Alergologii i Gastroenterologii prof. Mieczysławy Czerwionki-Szafarskiej i Klinikę Pediatrii Hematologii i Onkologii prof. Mariusza Wysockiego z Wojewódzkiego Szpitala Dziecięcego. W roku 2004 zakończono adaptację kolejnego budynku przekazanego przez władze miasta dla jednostek naukowo-dydaktycznych.
Głównymi kierunkami badań naukowych prowadzonych na uczelni były: choroby nowotworowe, urazy i ich następstwa dla ustroju, choroby układu krążenia, choroby alergiczne, uzależnienia alkoholowe, nikotynowe i lekowe, ochrona zdrowia matki, dziecka i rodziny, biologia molekularna i genetyka. Oprócz tego prowadzonych było wiele unikatowych prac badawczych z zakresu medycyny i biologii medycznej.
W 2004 AM w Bydgoszczy posiadała 115 naukowo-dydaktycznych jednostek organizacyjnych, z tego 44 na Wydziale Lekarskim, 23 na Wydziale Farmaceutycznym, 42 na Wydziale Nauk o Zdrowiu oraz 6 międzywydziałowych i ogólnouczelnianych. Zatrudniano 551 nauczycieli akademickich, w tym 113 samodzielnych pracowników naukowo-dydaktycznych: 26 profesorów zwyczajnych, 65 profesorów nadzwyczajnych oraz 21 doktorów habilitowanych na stanowisku adiunkta. Stopień naukowy doktora posiadało 244 nauczycieli akademickich. Od 1998 siedmiu osobom nadano tytuł doktora honoris causa. Na uczelni w 2004 studiowało 3,72 tys. studentów, więcej niż na Uniwersytecie Medycznym w Łodzi i Akademiach Medycznych w: Szczecinie, Białymstoku i Gdańsku.

### Collegium Medicum UMK w Bydgoszczy
14 października 2003 roku Senat Akademii Medycznej w Bydgoszczy przyjął uchwałę o połączeniu uczelni z Uniwersytetem Mikołaja Kopernika w Toruniu, zaś senat UMK na posiedzeniu 28 października 2003 roku potwierdził wolę połączenia. Jednym z warunków fuzji uczelni było zachowanie odrębności AM jako Collegium Medicum z własnym patronem i siedzibą w Bydgoszczy. Z dniem 24 listopada 2004 po przyjęciu ustawy przez Sejm (8 października 2004), Senat i podpisie Prezydenta RP (Dz. U. nr 241, poz. 2414), Akademia Medyczna im. Ludwika Rydygiera w Bydgoszczy została włączona do Uniwersytetu Mikołaja Kopernika w Toruniu jako Collegium Medicum im. Ludwika Rydygiera w Bydgoszczy. Dotychczasowy rektor uczelni stał się prorektorem UMK ds. Collegium Medicum, a prorektorzy – pełnomocnikami rektora UMK. Trzy wydziały należące do bydgoskiego Collegium Medicum stanowią integralną część UMK, lecz jednocześnie zapewniono im autonomię, która wyraża się m.in. w: możliwości samodzielnego prowadzenia polityki kadrowej przez prorektor ds. CM w ramach wyodrębnionego budżetu.
W 2006 oddano do użytku nową siedzibę dla Wydziału Farmacji przy ul. Jurasza, zaś od 2009 rozpoczęto rozbudowę Szpitala Uniwersyteckiego nr 1 im. dr Jurasza. Zaadaptowano również obiekty przekazane przez miasto Bydgoszcz: m.in. budynki przy ul. Świętojańskiej i Sandomierskiej. W latach 2007–2011 wprowadzono trzy nowe kierunki studiów: dietetykę, położnictwo i ratownictwo medyczne. Na uczelni w 2005 roku studiowało 4,46 tys. studentów. Oprócz studentów z Polski do 2009 roku kształci się tam również ponad 400 studentów z licznych krajów Europy, Afryki i Azji. Korzystają oni z zajęć w języku angielskim, prowadzonych w ramach English Division w oparciu o polski program 4 kierunków studiów, realizowanych na Wydziałach Collegium Medicum. W 2012 roku powołano w tym celu Centrum Kształcenia w Języku Angielskim (Centre for Medical Education in English in Nicolaus Copernicus University Collegium Medicum in Bydgoszcz), a w 2014 roku oddano do użytku siedzibę Centrum oraz dedykowany Dom Studencki nr 3, zlokalizowane w campusie UCK przy ulicy Powstańców Wielkopolskich 46.
W ramach Wieloletniego Programu Medycznego Rozbudowy i Przebudowy Szpitala Uniwersyteckiego nr 1 w Bydgoszczy doszło do poszerzenia i unowocześnienia bazy dydaktyczno-szpitalnej o Zespół Sal Operacyjnych z Oddziałem Anestezjologii i Intensywnej Terapii Medycznej, Centralną Sterylizatornię oraz Szpitalny Oddział Ratunkowy. Z inicjatywy prof. Araszkiewicza w kampusie SU nr 1 im. dr. Jurasza przy ul. Marii Skłodowskiej-Curie powstała także nowy kompleks Uniwersyteckiego Centrum Klinicznego Collegium Medicum. W ukończonym w 2015 roku obiekcie znalazły siedzibę: Katedra i Klinika Psychiatrii – prof. Aleksandra Araszkiewicza, Katedra i Klinika Geriatrii – prof. Kornelii Kędziory-Kornatowskiej, Klinika Dermatologii, Chorób Przenoszonych Drogą Płciową i Immunodermatologii – prof. Rafała Czajkowskiego oraz Katedra Medycyny Paliatywnej – prof. Małgorzaty Krajnik. Kompleks budynków składa się z czterech połączonych ze sobą segmentów, z których dwa mają po trzy kondygnacje i dwa – po dwie kondygnacje. Ich łączna powierzchnia wynosi prawie 10 tys. m kw. W kompleksie znajdują się sale z 236 łóżkami dla pacjentów.
Osiągnięciem uczelni było uruchomienie pierwszego w północnej Polsce ośrodka przeszczepu szpiku kostnego w Katedrze i Klinice Pediatrii, Hematologii i Onkologii. Collegium Medicum uczestniczy także w pracach mających na celu utworzenie Regionalnego Centrum Telemedycyny mieszczącego się w Szpitalu Uniwersyteckim nr 1 w Bydgoszczy.
Po zmianie lokalizacji I Kliniki Psychiatrii, w budynku dydaktycznym przy ul. Kurpińskiego w ramach programu „Nauczanie symulacyjne drogą rozwoju dydaktyki medycznej w Collegium Medicum Uniwersytetu Mikołaja Kopernika” w 2016 roku uruchomiono Centrum Symulacji Medycznych.
W 2019 ogłoszono konkurs architektoniczny na realizację koncepcji architektoniczno-urbanistycznej rozbudowy bazy naukowo-dydaktycznej na terenach uniwersyteckich znajdujących się między ulicami Jurasza, al. Kard. Wyszyńskiego, Curie-Skłodowskiej i Powstańców Wielkopolskich.
Liczne inwestycje realizowane są również na terenie Szpitala Uniwersyteckiego Nr 2 im. dr. Jana Biziela w Bydgoszczy. Placówka przystąpiła do projektu: „Przebudowa i rozbudowa Szpitalnego Oddziału Ratunkowego w Szpitalu Uniwersyteckim Nr 2 im. dr. Jana Biziela w Bydgoszczy”.
W latach 2022 i 2023 przetoczyła się szeroka dyskusja nad planami władz UMK dot. utworzenia jednego Uniwersyteckiego Centrum Klinicznego CMUMK poprzez fuzję bydgoskich szpitali uniwersyteckich SU nr 1 Jurasza oraz SU nr 2 Biziela. Temat połączenia placówek medycznych został zawieszony.

## Struktura
Strukturę organizacyjną Collegium Medicum wyznaczają katedry i kliniki, katedry i zakłady oraz zakłady teoretyczne.
Wydział Lekarski
Wydział Lekarski został założony w 1984 roku. Znajduje się przy ul. Jagiellońskiej 13. Do jego jednostek należą:

- Katedra Alergologii, Immunologii Klinicznej i Chorób Wewnętrznych
- Katedra Anatomii Prawidłowej
- Katedra Anestezjologii i Intensywnej Terapii
- Katedra Biologii i Biochemii Medycznej
- Zakład Biochemii Medycznej
- Zakład Biologii Medycznej
- Zakład Ekologii i Ochrony Środowiska
- Katedra Chirurgii Dziecięcej
- Katedra Chirurgii Klatki Piersiowej i Nowotworów
- Katedra Chirurgii Naczyniowej i Angiologii
- Katedra Chirurgii Ogólnej, Gastroenterologicznej i Onkologicznej
- Katedra Chirurgii Ogólnej, Chirurgii Wątroby i Chirurgii Transplantacyjnej
- Katedra Chirurgii Ogólnej i Małoinwazyjnej
- Katedra Chorób Oczu
- Katedra Chirurgii Onkologicznej
- Katedra Chorób Płuc, Nowotworów i Gruźlicy
- Katedra Chorób Zakaźnych i Hepatologii
- Katedra Dermatologii i Wenerologii
- Katedra Endokrynologii i Diabetologii
- Katedra Farmakologii i Terapii
- Zakład Farmakologii i Terapii
- Katedra Fizjologii Człowieka
- Katedra Genetyki Klinicznej
- Zakład Genetyki Molekularnej Komórki
- Katedra Hematologii
- Katedra Histologii i Embriologii
- Katedra Kardiochirurgii
- Katedra Kardiologii i Chorób Wewnętrznych
- Katedra Komunikacji Medycznej i Humanistyki Medycznej
- Katedra Medycyny Rodzinnej
- Katedra Medycyny Sądowej
- Katedra Nefrologii, Nadciśnienia Tętniczego i Chorób Wewnętrznych
- Katedra Neonatologii
- Katedra Neurochirurgii
- Katedra Neurologii
- Katedra Onkologii i Brachyterapii
- Katedra Ortopedii, Traumatologii i Chirurgii Plastycznej
- Katedra Otolaryngologii, Foniatrii i Audiologii
- Katedra Otolaryngologii i Onkologii Laryngologicznej
- Katedra Patomorfologii Klinicznej
- Katedra Pediatrii, Alergologii i Gastroenterologii
- Katedra Pediatrii, Hematologii i Onkologii
- Zakład Onkologii Klinicznej i Eksperymentalnej
- Katedra Położnictwa, Chorób Kobiecych i Ginekologii Onkologicznej
- Katedra Psychiatrii
- Katedra Radiologii i Diagnostyki Obrazowej
- Katedra Stomatologii Zabiegowej
- Katedra Stomatologii Zachowawczej
- Katedra Transplantologii i Chirurgii Ogólnej
- Zespół Naukowo-Dydaktyczny Biotechnologii Eksperymentalnej
- Katedra Urologii i Andrologii
- Zakład Medycyny Regeneracyjnej, Bank Komórek i Tkanek
- Zakład Inżynierii Tkankowej
- Pracownia Endoskopii i Badań Czynnościowych Przewodu Pokarmowego Wieku Rozwojowego
- Pracownia Dydaktyki Medycznej

Wydział Farmaceutyczny
Wydział Farmaceutyczny został założony w 1989 roku. Znajduje się przy ul. Jagiellońskiej 15. Do jego jednostek należą:

- Katedra Biofizyki
- Katedra Biofarmacji
- Katedra Biostatystyki i Teorii Układów Biomedycznych
- Katedra Botaniki Farmaceutycznej i Farmakognozji
- Ogród Roślin Leczniczych i Kosmetycznych
- Katedra Chemii Fizycznej
- Katedra Chemii Leków
- Katedra Chemii Nieorganicznej i Analitycznej
- Katedra Chemii Organicznej
- Zakład Farmakometrii i Modelowania Molekularnego
- Katedra Diagnostyki Laboratoryjnej
- Katedra Farmakodynamiki i Farmakologii Molekularnej

Zwierzętarnia
- Katedra Farmacji Praktycznej
- Katedra Immunologii
- Katedra Kosmetologii i Dermatologii Estetycznej
- Katedra Mikrobiologii
- Zakład Oceny Działań Przeciwdrobnoustrojowych
- Katedra Patobiochemii i Chemii Klinicznej
- Katedra Patofizjologii
- Zakład Zaburzeń Hemostazy
- Katedra Propedeutyki Medycyny i Profilaktyki Zakażeń
- Katedra Technologii Postaci Leku
- Katedra Technologii Chemicznej Środków Leczniczych
- Katedra Toksykologii i Bromatologii
- Studium Kształcenia Podyplomowego

Wydział Nauk o Zdrowiu
Wydział Nauk o Zdrowiu został założony w 1997 roku. Znajduje się przy ul. Jagiellońskiej 15. Do jego jednostek należą:

- Katedra Chorób Naczyń i Chorób Wewnętrznych
- Katedra Chorób Wieku Rozwojowego
- Katedra Diagnostyki Obrazowej
- Katedra Ekonomiki Zdrowia
- Katedra Fizjologii Wysiłku Fizycznego i Anatomii Funkcjonalnej
- Katedra Fizjoterapii
- Katedra Gastroenterologii i Zaburzeń Odżywiania
- Katedra Geriatrii
- Katedra Higieny, Epidemiologii, Ergonomii i Kształcenia Podyplomowego
- Katedra Kardiologii i Farmakologii Klinicznej
- Katedra Nauk Społecznych
- Katedra Neurologii i Neurofizjologii Klinicznej
- Katedry Neurochirurgii, Neurochirurgii Czynnościowej i Stereotaktycznej
- Katedra Neuropsychologii Klinicznej
- Katedra Onkologii
- Katedra Opieki Paliatywnej
- Katedra Pielęgniarstwa Zabiegowego
- Katedra Pielęgniarstwa Zachowawczego
- Katedra Podstaw Prawa Medycznego
- Katedra Podstaw Umiejętności Klinicznych i Kształcenia Podyplomowego *Pielęgniarek i Położnych
- Katedra Perinatologii, Ginekologii i Ginekologii Onkologicznej
- Katedra Ratownictwa Medycznego
- Katedra Rehabilitacji Kardiologicznej i Promocji Zdrowia
- Katedra Rehabilitacji
- Katedra Reumatologii i Układowych Chorób Tkanki Łącznej
- Katedra Urologii
- Katedra Żywienia i Dietetyki

Jednostki Międzywydziałowe
- Archiwum UMK - Oddział Zamiejscowy w Bydgoszczy
- Biblioteka Medyczna
- Centrum Badań Naukowych Chorób Klatki Piersiowej
- Centrum Języków Specjalistycznych w Medycynie
- Centrum Kształcenia w Języku Angielskim Collegium Medicum UMK
- Centrum Przedsiębiorczości Akademickiej i Transferu Technologii (CPATT)
- Centrum Symulacji Medycznych Collegium Medicum UMK
- Centrum Komunikacji Klinicznej
- Studium Wychowania Fizycznego i Sportu CM
- Samodzielne Stanowisko ds. Doświadczeń na Zwierzętach
- Komisja Bioetyczna

Przy Wydziale Farmaceutycznym na terenie kampusu SU nr 1 im. dr. A. Jurasza prowadzony jest Ogród Roślin Leczniczych i Kosmetycznych.

## Kierunki studiów
Wydział Lekarski
- biotechnologia medyczna (I i II stopnia)
- kierunek lekarski (jednolite magisterskie)
- Kierunek lekarsko-dentystyczny (jednolite magisterskie)
- optyka okularowa z elementami optometrii (I stopnia)
- optometria (II stopnia)

Wydział Farmaceutyczny
- analityka medyczna (jednolite magisterskie)

- farmacja (jednolite magisterskie)
- kosmetologia (I i II stopnia)

Wydział Nauk o Zdrowiu
- audiofonologia (I stopnia)
- dietetyka (I i II stopnia)
- elektroradiologia (I stopnia)
- fizjoterapia (jednolite magisterskie)
- pielęgniarstwo (I i II stopnia)
- położnictwo (I i II stopnia)
- ratownictwo medyczne (I stopnia)
- terapia zajęciowa (I stopnia)
- zdrowie publiczne (II stopnia; specjalności: administracja zdrowiem publicznym, profilaktyka społeczna)

w ramach kształcenia w języku angielskim, tzw. English Division, funkcjonują 4 kierunki studiów:
Faculty of Medicine (Wydział Lekarski)
- Medicine (kierunek lekarski)

Faculty of Pharmacy (Wydział Farmaceutyczny)
- Pharmacy (farmacja)

Faculty of Health Science (Wydział Nauk o Zdrowiu)
- Nursing (pielęgniarstwo)
- Physiotherapy (fizjoterapia)

studia podyplomowe prowadzone są w zakresie:
- analityki medycznej
- fizjologii stosowanej i klinicznej z elementami fizjologii wysiłku fizycznego
- profilaktyki i elementów terapii muzycznej
- fizjoterapii w geriatrii
- organizacji opieki geriatrycznej, długoterminowej i paliatywnej
- psychogeriatrii
- żywienia klinicznego, zbiorowego oraz wspomagania żywieniowego w aktywności ruchowej (w sporcie i rekreacji)

kształcenie doktorantów realizowane w ramach:
- Szkoły Doktorskiej Nauk Medycznych i Nauk o Zdrowiuoraz

- Interdyscyplinarnych Anglojęzycznych Studiów Doktoranckich o Zasięgu Międzynarodowym (Faculty of Medicine – Wydział Lekarski)

w dziedzinie nauk medycznych i nauk o zdrowiu w 3 dyscyplinach naukowych:
- nauki farmaceutyczne
- nauki medyczne
- nauki o zdrowiu

## Budynki uczelniane
Niektóre budynki w gestii uczelni:
| Zdjęcie                    | Obiekt | Rok wzniesienia budynku | Dzielnica Bydgoszczy | Uwagi |
|                            | ul. Jagiellońska 15                                                                                       | 1852                    | Śródmieście          | Budynek dydaktyczno-administracyjny, w gestii uczelni od 1990 r.; mieści m.in. władze uczelni (prorektor), Wydział Nauk o Zdrowiu                                                        |
|                            | ul. Jagiellońska 13                                                                                       | ok. 1985                | Śródmieście          | Budynek administracyjny, mieści m.in. dziekanat Wydziału Lekarskiego, Katedrę Biofizyki oraz Dom Studenta nr 2                                                                           |
|                            | ul. 3 Maja 3                                                                                              |                         | Śródmieście          | Klub Inicjatyw Studenckich |
|                            | ul. Kurpińskiego 5                                                                                        |                         | Skrzetusko           | Budynek Katedry i Zakładu Chemii Fizycznej oraz Dermatologii |
|                            | ul. Kurpińskiego 19                                                                                       |                         | Skrzetusko           | Centrum Symulacji Medycznych CM |
|                            | ul. Karłowicza 24                                                                                         | ok. 1985                | Skrzetusko           | Budynek Zakładów Nauk Teoretycznych; mieści m.in. Katedrę Fizjologii, Neuroimmunologii, Biologii Medycznej, Biochemii Klinicznej, Katedry i Zakłady: Biochemii, Histologii i Embriologii |
|                            | ul. Dębowa 3                                                                                              |                         |                      | Budynek dydaktyczny |
|                            | Ul. Świętojańska 20                                                                                       | 1888                    | Śródmieście          | Mieści m.in. Studium Wychowania Fizycznego i Sportu, Studium Medycyny Społecznej, Katedry i Zakłady: Podstaw Kultury Fizycznej, Terapii Manualnej i inne                                 |
|                            | ul. Techników 3                                                                                           |                         | Kapuściska           | Budynek dydaktyczny |
|                            | ul. Sandomierska 16                                                                                       |                         | Kapuściska           | Budynek dydaktyczny |
|                            | ul. Łukasiewicza 1                                                                                        | 1955                    | Kapuściska           | Budynek dydaktyczny |
|                            | ul. Bartłomieja z Bydgoszczy 6                                                                            | 1985                    | Fordon               | Dom Studenta nr 1 |
|                            | ul. Curie-Skłodowiskiej 9                                                                                 | 2006                    | Skrzetusko           | Budynek Wydziału Farmaceutycznego |
| Szpitale i centra medyczne | |                         |                      | |
|                            | Szpital Uniwersytecki nr 1 im. dr Antoniego Jurasza – ul. Curie Skłodowskiej 9                            | 1938                    | Skrzetusko           | Mieści liczne zakłady i katedry oraz oddzielne budynki: Katedry Medycyny Sądowej, audytoryjny i biblioteki medycznej, liczne obiekty dydaktyczne                                         |
|                            | Szpital Uniwersytecki nr 1 im. dr Antoniego Jurasza – ul. Curie Skłodowskiej 9 (budynek 10-kondygnacyjny) | 2002                    | Skrzetusko           | Mieści Katedry i Kliniki Chorób Dziecięcych |
|                            | Szpital Uniwersytecki nr 2 im. dr Jana Biziela – ul. Ujejskiego 75                                        | 1980                    | Wzgórze Wolności     | Mieści liczne Katedry i Zakłady |
|                            | Centrum Onkologii im. Prof. Franciszka Łukaszczyka – ul. Romanowskiej 2                                   | 1994                    | Fordon               | Mieści Katedry i Zakłady |
|                            | Kujawsko-Pomorskie Centrum Pulmonologii – ul. Seminaryjna 1                                               | 1885                    | Wilczak              | Mieści Katedry i Zakłady |
|                            | Wojewódzki Szpital Obserwacyjno-Zakaźny im. Tadeusza Browicza – ul. św. Floriana 12                       | 1910                    | Śródmieście          | Mieści Katedry i Zakłady |
|                            | 10 Wojskowy Szpital Kliniczny z Polikliniką – ul. Powstańców Warszawy 5                                   | 1985                    | Osiedle Leśne        | Mieści Katedry i Zakłady |

## Władze
- Prorektor UMK ds. Collegium Medicum – prof. dr hab. Dariusz Grzanka

## Rektorzy Akademii Medycznej
- 1984–1990 prof. dr hab. Jan Domaniewski
- 1990–1996 prof. dr hab. Józef Kałużny
- 1996–2002 prof. dr hab. Jan Domaniewski
- 2002–2004 prof. dr hab. Danuta Miścicka-Śliwka (po włączeniu do uczelni toruńskiej została prorektorem UMK ds. Collegium Medicum)

## Prorektorzy Uniwersytetu Mikołaja Kopernika ds. Collegium Medicum
- 2004–2012 -  prof. dr hab. Małgorzata Tafil-Klawe
- 2012–2016 - prof. dr hab. Jan Styczyński
- 2016–2020 - prof. dr hab. Grażyna Odrowąż-Sypniewska
- 2020-2024 -  prof. dr hab. Kornelia Kędziora-Kornatowska
- od 2024 - prof. dr hab. Dariusz Grzanka

## Pełnomocnicy Rektora Uniwersytetu Mikołaja Kopernika ds. kształcenia i spraw studenckich w Collegium Medicum
- prof. dr hab. Michał Szpinda
- prof. dr hab. Adam Buciński

## Doktorzy honoris causa Akademii Medycznej
- Prof. Jean Daniel Picard (1998)
- Prof. zw. dr hab. Stefan Raszeja (1998)
- Dr Miral Dizdaroglu (2000)
- Prof. zw. dr hab. Bogdan Romański (2001)
- Prof. dr Jean Natali (2001)
- Prof. zw dr hab. Tadeusz Pisarski (2002)
- Prof. Lars Norgren (2003)
- Prof. zw. dr hab. Jan Domaniewski (2004)
- Prof. zw. dr hab. Adam Bilikiewicz (2004)

## Organizacje studenckie
- Samorząd Studencki Collegium Medicum UMK. samorzad.cm.umk.pl. [zarchiwizowane z tego adresu (2012-08-17)].
- Samorząd Doktorantów UMK[35]
- Studenckie Towarzystwo Naukowe Collegium Medicum UMK
- Akademicka Grupa Ratownicza CM UMK[36]
- Studenckie Towarzystwo Diagnostów Laboratoryjnych[36]
- AZS – Akademicki Związek Sportowy
- Akademicka Grupa Ratownicza Collegium Medicum UMK
- Kosmetologiczna Organizacja Studencka[36]
- Chór Collegium Medicum
- Lab&Roll – miesięcznik studentów analityki medycznej Collegium Medicum UMK
- Międzynarodowe Stowarzyszenie Studentów Medycyny IFMSA-Poland (Oddział Bydgoszcz). ifmsa.cm.umk.pl. [zarchiwizowane z tego adresu (2006-02-27)].
- Młoda Farmacja (Oddział Bydgoszcz)
- Teatr ACME. acme.cm.umk.pl. [zarchiwizowane z tego adresu (2012-08-25)].
- ACADEMIA MEDICA BYDGOSTIENSIS[36]
- zakładowe studenckie koła naukowe